# هوئک
هوئک (به هلندی: Hoek) یک منطقهٔ مسکونی در هلند است که در ترنئوزن واقع شده‌است. هوئک ۳٬۱۳۹ نفر جمعیت دارد.